# Saúd I
Saud bin Muhammad Al Muqrin (en árabe: سعود الأول بن محمد بن مقرن‎) fue el antepasado epónimo de la Casa de Saúd, también conocida como al-Saud.

## Historia
Saud descendía de la familia Al Muqrin, cuyo antepasado más antiguo registrado fue Mani' bin Rabiah Al Muraydi, quien se estableció en Diriyah en 1446-1447 con su clan, los Mrudah. Se cree que los Mrudah descienden de la rama Banu Hanifa de la confederación tribal Rabi'ah.
Los Al Saud se originaron como una familia líder en un pueblo llamado Diriyah, cerca de la moderna ciudad de Riad, cerca del centro de Najd. En algún momento a principios del siglo XVI, los antepasados de Saud bin Muhammad se apoderaron de algunas plantaciones de dátiles, una de las pocas formas de agricultura que la zona podía sustentar, y se establecieron allí. Con el tiempo, las arboledas crecieron hasta convertirse en una pequeña ciudad y el clan llegó a ser reconocido como su líder.

## Descendientes
Saud tuvo varios hijos: Muhammad, Thunayyan, Mishari y Farhan.
Saud murió en 1726 y fue sucedido por su hijo Mahoma. Uno de los hermanos de Saud, Muqrin, fue asesinado por Muhammad bin Saud, lo que provocó una lucha intrafamiliar y por tanto, Zaid bin Farhan ('hijo de Farhan') encontró una oportunidad para controlar el gobierno de Diriyah.
Dos décadas después de la muerte de Saud, su hijo Muhammad bin Saud hizo su pacto histórico con Muhammad bin Abd al-Wahhab, que condujo a la conquista de Arabia y el establecimiento del Primer Estado Saudita. El patronímico de Sheikh Muhammad, "Ibn Saud", finalmente [¿cuándo?] le dio al clan su nombre de Al Saud.